# Methanosarcinaceae
Famille
Genres de rang inférieur
- Halomethanococcus
- Methanimicrococcus
- Methanococcoides
- Methanohalobium
- Methanohalophilus
- Methanolobus
- Methanomethylovorans
- Methanosalsum
- Methanosarcina

Les Methanosarcinaceae sont une famille d'archées de l'ordre des Methanosarcinales. 

## Classification phylogénétique
Cette classification phylogénétique a été obtenue par comparaison des séquences d'ARNr 16S de différentes souches de la famille des Methanosarcinaceae. Quatre souches n'appartenant pas à cette famille ont été utilisées comme groupe externe (Methanobacterium thermoautotrphicum, Methanococcus vannielii, Methanococcus voltaei et Methanothermus fervidus). La phylogénie a été obtenue à partir des distances phylogénétiques calculées par la méthode des matrices de distance de Fitch.
- Methanosarcinaceae
  - Methanosarcina
    - Methanosarcina mazeii
    - 
      - Methanosarcina siciliae
      - 
        - Methanosarcina acetivorans
        - 
          - Methanosarcina thermophila
          - 
            - Methanosarcina barkeri
            - Methanosarcina vacuolata

  - 
    - Methanohalophilus mahii
    - Methanococcoides
      - Methanococcoides methylutens
      - Methanococcoides burtonii

    - 
      - Methanohalophilus zhilinaea
      - Methanohalobium evestigatum

    - 
      - Methanolobus
        - Methanolobus taylorii
        - Methanolobus oregonensis

      - 
        - Methanolobus vulcani
        - 
          - Methanolobus tindarius
          - Methanolobus bombayensis